# Sibylla Flügge

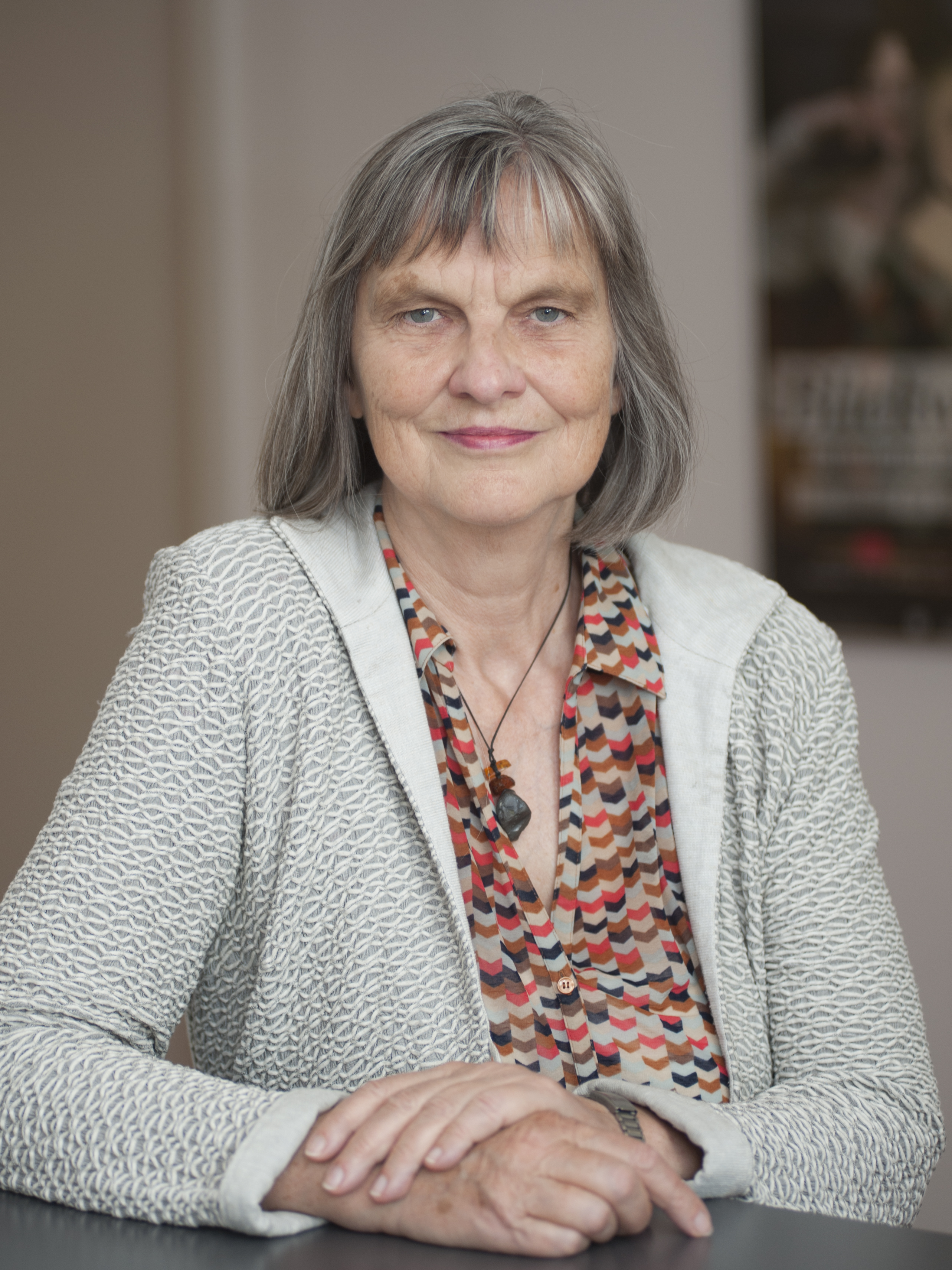
Sibylla Flügge (2017)

Sibylla Flügge (* 1950 in Clausthal-Zellerfeld) ist eine deutsche Juristin und Professorin im Ruhestand an der Fachhochschule Frankfurt im Fachgebiet „Recht der Frau“. Sie war Mitglied des Frankfurter Weiberrats. Flügge ist Mitherausgeberin der feministischen Rechtszeitschrift STREIT.

## Familie
Flügges Eltern sind die Juristin und Frauenrechtlerin Marianne Flügge-Oeri und der Pastor Rufus Flügge. Sie hat zwei Kinder, die 1977 und 1981 zur Welt kamen. Der Vater ihrer Kinder ist Karl Dietrich Wolff.

## Werdegang
Flügge schloss sich als Jugendliche der linken Schülerbewegung an, nahm an Demonstrationen und Ostermärschen teil und war Schulsprecherin in der Sophienschule Hannover, wo sie 1969 ihr Abitur machte. Von 1969 bis 1974 studierte sie Rechtswissenschaften an der Johann Wolfgang Goethe-Universität Frankfurt am Main und absolvierte anschließend ein dreijähriges Rechtsreferendariat am Landgericht Frankfurt am Main. Während des Studiums wurden Frauenrechte zu Flügges zentralem Thema. Ab 1977 war sie als Rechtsanwältin tätig.
1990 wurde sie Referentin für Gesundheitspolitik und Prostitution im damals von Margarethe Nimsch neu gegründeten Frauenreferat der Stadt Frankfurt am Main. Sie arbeitete dort bis 1993 unter Amtsleiterin Renate Krauß-Pötz. Während ihrer Amtszeit wurden zum Beispiel die Zwangsuntersuchung und Zwangsregistrierung von Prostituierten in Frankfurt abgeschafft.
In ihrer Dissertation Hebammen und heilkundige Frauen. Recht und Rechtswirklichkeit im 15. und 16. Jahrhundert beschäftigte Flügge sich mit der Entstehung der Frauendiskriminierung durch Recht am Beispiel der Geschichte des Hebammenrechts. Ihre Analyse zeigt die historischen Prozesse zu einer geschlechtsspezifischen Arbeitsteilung in der Heilkunde auf. Die zunehmende Hierarchisierung schloss Frauen in Europa für lange Zeit aus der akademischen Medizin und Geburtshilfe aus.
Nach ihrer Promotion im Jahr 1994 wurde Flügge zur Professorin mit dem Schwerpunkt Recht der Frau an die Fachhochschule Frankfurt am Main berufen, wo sie von 1994 bis 2015 am Fachbereich Soziale Arbeit und Gesundheit lehrte und zudem von 1995 bis 2014 Frauenbeauftragte war.
Ihre Forschungsgebiete sind Rechtsgeschichte, die Entstehung und Geschichte der Frauendiskriminierung im Recht mit den Schwerpunkten Policeyrecht der Frühen Neuzeit und Familienrecht im 20. Jahrhundert, Geschichte der Rechtsforderungen von Frauen im Rahmen der neuen Frauenbewegung.  2014 war sie als Forscherin am Projekt Sister Cities Going Gender der Stadt Frankfurt am Main beteiligt, das sich mit dem Thema „Gender Mainstreaming in der kommunalen Verwaltung“ befasste.
Flügge gehört zu den ersten aktiven feministischen Juristinnen, die sich seit 1978 jährlich treffen. Diese werden seit 1985 als Feministische Juristinnentage von wechselnden Gruppen organisiert. 1983 war sie Mitgründerin und ist seither Mitherausgeberin der feministischen Rechtszeitschrift STREIT und übernimmt dort bis heute die Schlussredaktion.

## Einsatz für die Frauenrechte
Anfang der 1970er Jahre schloss sie sich dem Frankfurter Weiberrat an, der sich im Frankfurter Club Voltaire traf. Der Weiberrat war eine Initiative, die aus dem Berliner Aktionsrat zur Befreiung der Frauen im Sozialistischen Deutschen Studentenbund (SDS) hervorging. Nach eigenen Angaben setzte sich Sybilla Flügge zusammen mit der US-amerikanischen Psychoanalytikerin und damaligen Studentin Jessica Benjamin  dafür ein, die persönlichen Erfahrungen zum Ausgangspunkt der gesellschaftlichen Analyse und Politik zu nehmen.
Außerdem gehörte sie zu den Organisatorinnen des ersten bundesweiten Frauenkongresses der Aktion 218, die sich im Rahmen der Frauenbewegung auf Initiative von Alice Schwarzer die Streichung des Abtreibungsverbots gemäß § 218 zum Ziel gesetzt hatte. Der Kongress fand im März 1972 im Frankfurter Haus der Jugend statt. Sie gehörte im Sommer 1973 auch zu den Begründerinnen des Frankfurter Frauenzentrums in der Eckenheimer Landstraße 72 – als zweites Frauenzentrum in Deutschland neben dem zuvor in Berlin gegründeten Frauenzentrum.

## Ehrenamtliches Engagement
Flügge arbeitete ehrenamtlich im Vorstand des Frankfurter Instituts für Frauenforschung, war lange Mitglied im Beirat des Frankfurter Feministischen Frauengesundheitszentrums und gehörte dem wissenschaftlichen Beirat des Frauenstudien- und -bildungszentrums der evangelischen Kirche in Deutschland (FSBZ, heute Studienzentrum für Genderfragen in Kirche und Theologie) an. Sie ist Mitglied der Forschungsethikkommission der Deutschen Gesellschaft für Soziale Arbeit (DGSA).

## Auszeichnungen
- 2016: Laura Maria Bassi-Preis für Frauenförderung und gendersensible Hochschulkultur der FH Frankfurt[14]
- 2017: Tony-Sender-Preis der Stadt Frankfurt am Main[1]

## Veröffentlichungen
- Hebammen und heilkundige Frauen – Recht und Rechtswirklichkeit im 15. und 16. Jahrhundert, Stroemfeld Verlag, Frankfurt am Main/Basel 1998, ISBN 978-3-86109-123-3.
- Vom Weiberrat zum Frauenprojekt, in: Kirsten Beuth, Kirsten Plötz (Hg.): Was soll ich euch denn noch erklären? Ein Austausch über Frauengeschichte(n) in zwei deutschen Staaten. Triga Verlag Gelnhausen 1998, S. 133–155, ISBN 978-3-931559-95-3.